# Curlu
Curlu è un comune francese di 147 abitanti situato nel dipartimento della Somme nella regione dell'Alta Francia.

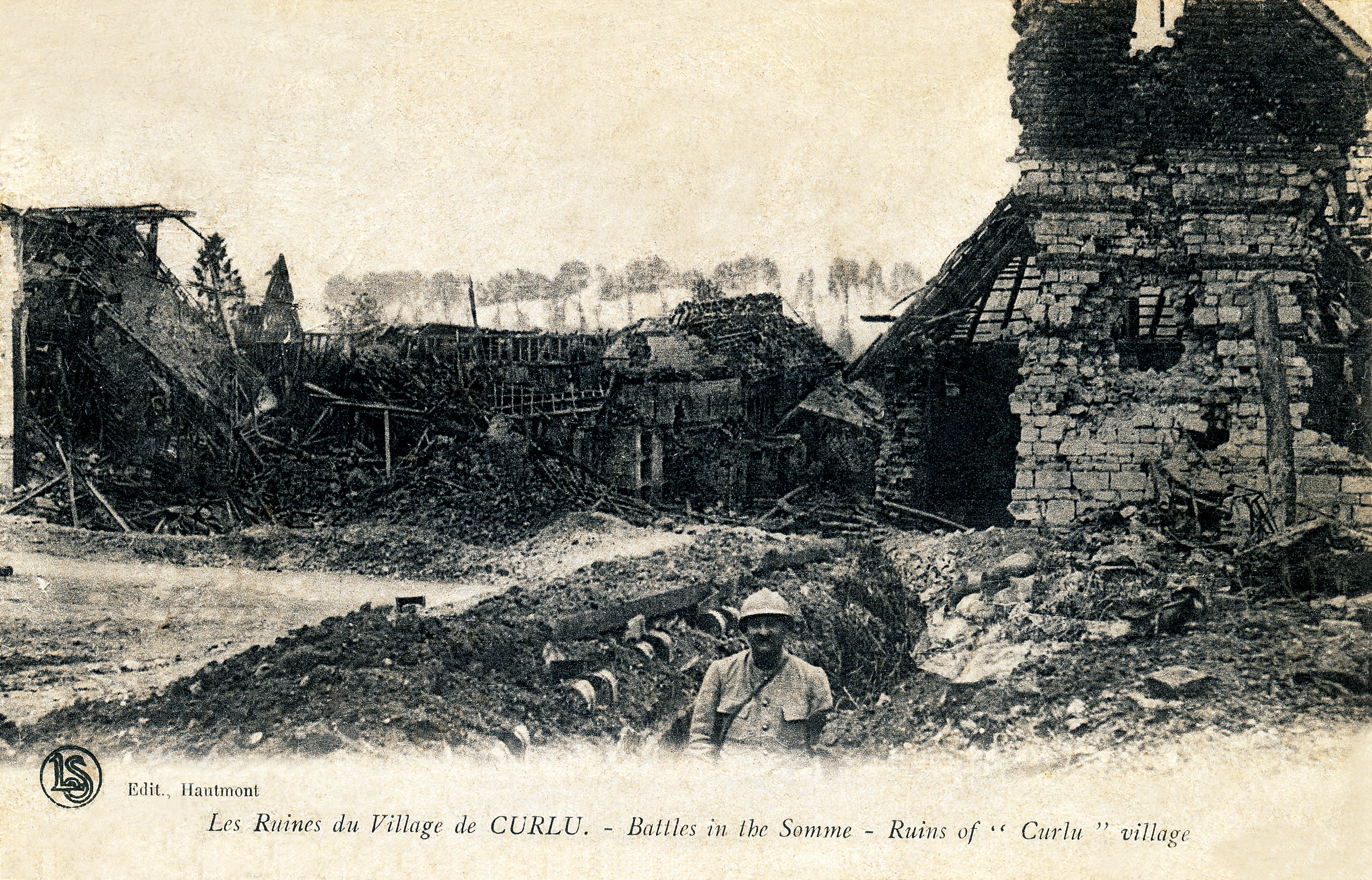
Le rovine del villaggio di Curlu durante la battaglia della Somme (1916).

## Società

### Evoluzione demografica
Abitanti censiti